# Partie par milliard
Une partie par milliard, souvent représentée par le symbole ppb (sigle de l'anglais américain part per billion), est une manière d'exprimer les concentrations et les proportions en général. Le terme est fréquemment utilisé en sciences (toxicologie, chimie, etc.).
- Au sens strict, un ppb correspond à un rapport de 10–9. Par exemple, un microgramme par kilogramme (µg/kg), ou un millimètre cube par mètre cube (mm3/m3 ; dans le cas d'une proportion en volume on utilise souvent le symbole ppbv).
- Au sens large, un ppb correspond à un microgramme par litre. Il s'agit d'un abus de langage, parce que le litre (unité de volume) n'est pas équivalent au kilogramme (unité de masse). En outre, le ppb n'est pas une concentration mais un rapport, c'est-à-dire un quotient sans dimension, à l'instar d'un pourcentage. Sans unité, cette concentration s'exprime en masse par masse (pour les solides) ou en volume par volume (pour les liquides ou les gaz).

Pour des concentrations encore plus petites, on utilise les termes suivants :
- le ppt, part per trillion (« partie par billion »)[a],[b] : 1 ppt = 1 ng/kg ;
- le ppq, part per quadrillion (« partie par billiard »)[c] : 1 ppq = 1 pg/kg.

Le ppq est donc mille fois plus faible que le ppt, lui-même mille fois plus faible que le ppb. Les mêmes remarques s'appliquent à ces différentes unités.

## Conversions
- 1 ppb = 0,000000001 = 10–9
- 1 = 100 = 1 000 000 000 ppb
- 1 % = 10−2 = 10 000 000 ppb
- 1 ‰ = 10−3 = 1 000 000 ppb
- 1 ppm = 10−6 = 1 000 ppb
- 1 ppt = 10−12 = 0,001 ppb
- 1 ppq = 10−15 = 0,000 001 ppb

## Équivalents
- Une seconde sur 32 ans
- 1 mm sur 1 000 km
- Une cuillère à café dans une piscine olympique de 3 000 m3

## Équivalents proches
- Microgramme par litre (µg/L) d’eau. Un litre d’eau pèse presque exactement un kilogramme, avec une différence négligeable.